# جاستن بوب
جاستن بوب (بالإنجليزية: Justin Pope)‏ هو لاعب كرة قاعدة أمريكي، ولد في 8 نوفمبر 1979 في ويست بالم بيتش في الولايات المتحدة.

## وصلات خارجية
- جاستن بوب على موقعبيزبول رفرنس.كوم (الدوري الثانوي) (الإنجليزية)